# Alois Irlmaier
Alois Irlmaier (8. června 1894, Scharam, Bavorsko, Německo – 26. července 1959 Freilassing, Německo) byl z povolání studnař a hledač vodních pramenů.
Byl znám díky proutkaření a jasnovidectví. Alois údajně předpověděl migrační krizi, hyperinflaci i třetí světovou válku. Jedná se o méně známého věštce, na rozdíl od osob jako Nostradamus či Baba Vanga.
Ve svých předpovědích jasnovidec neuvedl žádná data. Pouze popsal, že tou dobou už budou platit „malými kartičkami“ (zřejmě kreditní karty) a „mluvit za pomoci malých černých pouzder, přes které dostanou i odpověď“ (zřejmě mobilní telefony). Také uvedl, že před třetí světovou válkou má v Německu dojít k úpadku morálky, hyperinflaci a ztrátě víry.
| „                                 | Rád odcházím, protože nemusím zažít to, co vidím. | “ |
| — poslední slova Aloise Irlmaiera |                                                   |   |